# Hypena insignis
Hypena insignis är en fjärilsart som beskrevs av Butler. Hypena insignis ingår i släktet Hypena och familjen nattflyn. Inga underarter finns listade i Catalogue of Life.